# Grosvenor House Hotel

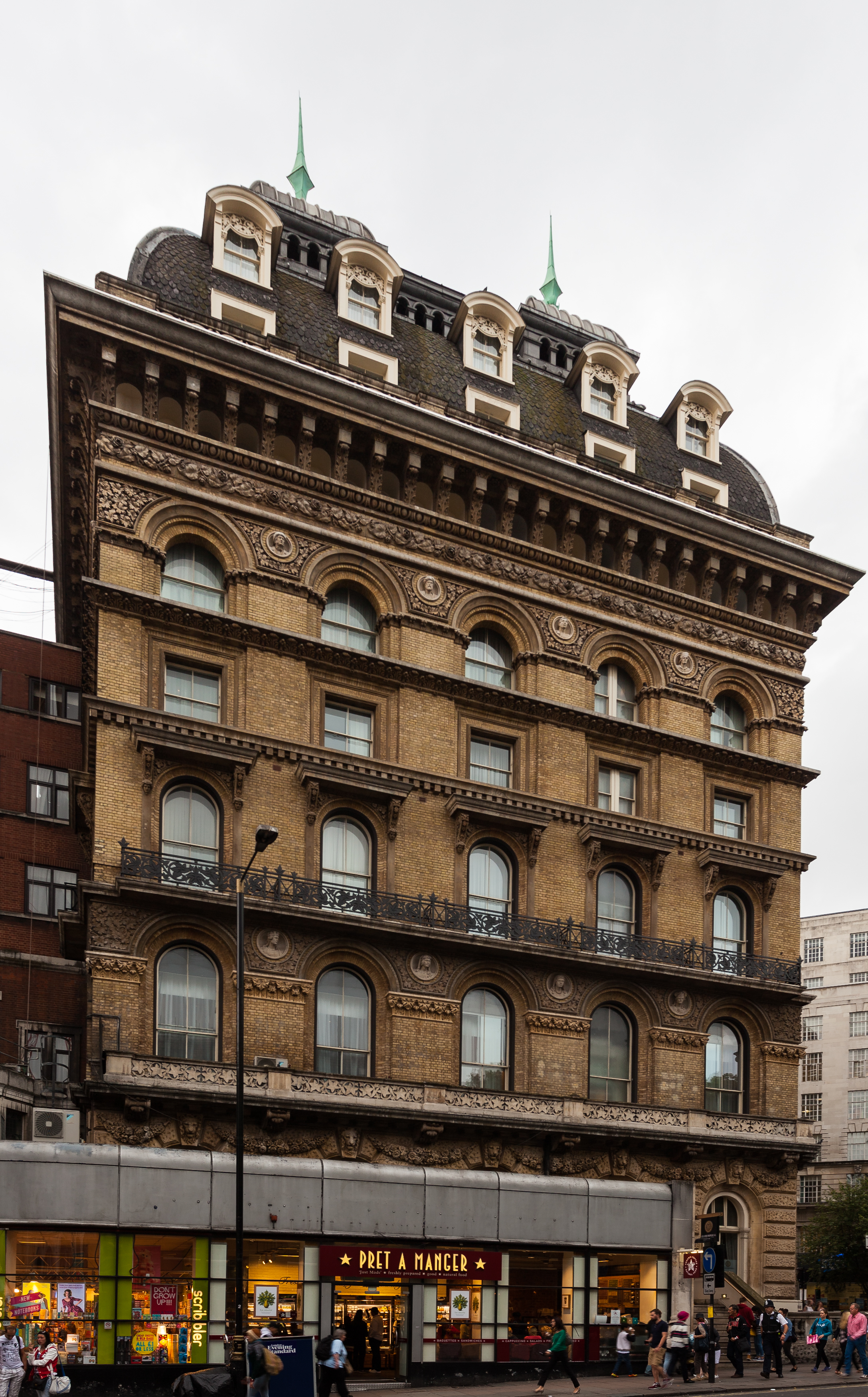
Vista posterior del hotel.

El JW Marriott Grosvenor House London es un hotel de lujo que abrió sus puertas en 1929 en la zona de Mayfair de Londres, Reino Unido, gestionado por la cadena JW Marriott Hotels, filial de Marriott International.

## Historia

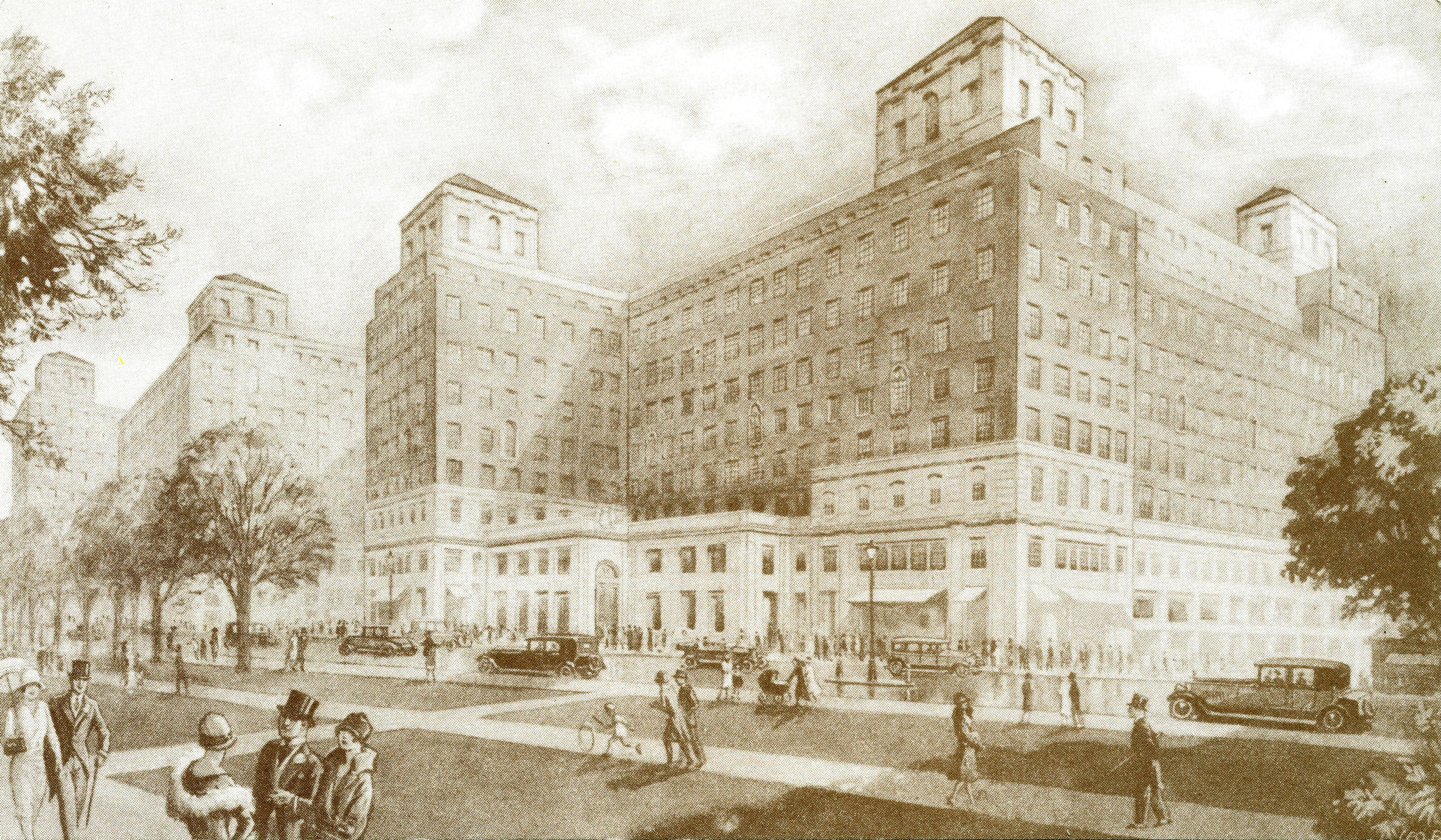
El Grosvenor House Hotel en una postal de la década de 1920.

El Grosvenor House Hotel fue construido en la década de 1920 e inaugurado en 1929 en la parcela de la antigua Grosvenor House, la antigua residencia de los duques de Westminster en Londres, cuyo nombre de familia era Grosvenor. El hotel debe su existencia a Albert Octavius Edwards, que lo concibió y lo construyó, y posteriormente lo presidió durante diez años.
Fue clave para la historia del hotel A. H. Jones, que había trabajado para Edwards en Doncaster. En enero de 1929, seis meses después de la finalización del primer bloque de apartamentos, y seis meses antes de la finalización del hotel, Edwards contrató a Jones en Grosvenor House como contable. En 1936, a los 29 años de edad, Jones se convirtió en el director general de Grosvenor House. Con excepción de los años de la guerra, cuando sirvió en la Royal Artillery y en la NAAFI, Jones ostentó este cargo hasta que se jubiló en 1965.
El hotel no se completó finalmente hasta la década de 1950 porque Bruno, barón Schröder, que había adquirido el alquiler del 35 de Park Street en torno a 1910, se negaba a cedérselo a Edwards. Schröder permaneció en la casa hasta su muerte en 1940, y el permiso para demoler el edificio se concedió finalmente en 1956. La casa fue sustituida con una ampliación de 92 habitaciones, que fue inaugurada en 1957 por el Canciller de la Hacienda, Peter Thorneycroft.
Grosvenor House logró tener una «buena» Segunda Guerra Mundial. Diez mil sacos de arena y cinco millas de espuma protegieron el edificio, y sus espacios de entretenimiento se usaron en el esfuerzo de la guerra. La Great Room se convirtió inicialmente en la sede del Officers' Sunday Club y posteriormente, en 1943, del comedor de oficiales estadounidenses. Los generales Dwight D. Eisenhower y George S. Patton fueron visitantes regulares del hotel.
El hotel fue sometido a una renovación y restauración de cuatro años que costó 142 millones de libras, y reabrió en 2008. Se renovaron completamente todas las habitaciones, restaurantes, instalaciones de salud y zonas públicas. La Great Room, la Ballroom, la Court Suite, los restaurantes, bares, espacios para reuniones y las 494 habitaciones pueden alojar a un total de más de seis mil personas.
En 2010, el conglomerado indio Sahara India Pariwar compró el hotel al Royal Bank of Scotland por 470 millones de libras. Sahara India Pariwar también tuvo un participación mayoritaria en el famoso Hotel Plaza de Nueva York desde 2012 hasta 2018.
Grosvenor House es gestionado por la marca JW Marriott Hotels de Marriott International. El hotel fue escenario de protestas en 2017, cuando albergó la reunión anual del ADS Group, una asociación que representa a la industria armamentística. Los manifestantes se reunieron en el exterior del hotel y sostenían pancartas en protesta contra el papel de algunos miembros del ADS en el armamento de Arabia Saudita durante su ataque a Yemen.
En abril de 2017, Sahara India Pariwar rechazó una oferta por el hotel de más de 600 millones de libras de los multimillonarios británicos David y Frederick Barclay, antes de venderlo finalmente a la empresa Ashkenazy Acquisition Corporation por una cantidad no revelada. En noviembre de 2018, se anunció que Katara Hospitality (propiedad de la Qatar Investment Authority) iba a comprar el hotel por una cantidad no revelada.

## Instalaciones

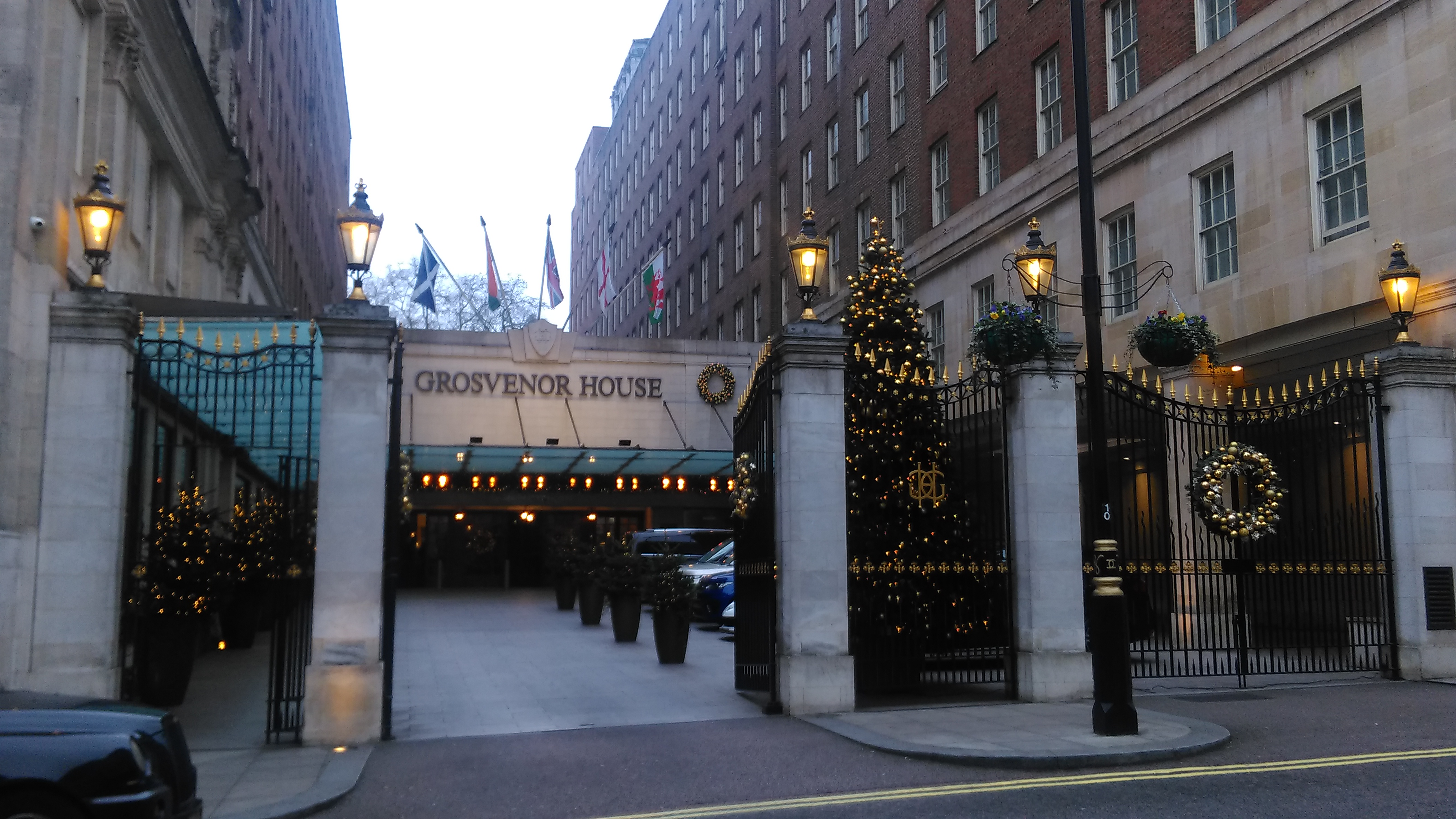
Entrada al patio desde Park Street.

Grosvenor House fue el primer hotel de Londres que tuvo un baño y un vestíbulo de entrada separado en cada habitación, y agua fría en cada baño. Cuando se inauguró el hotel, era también la sede del International Sportsmen's Club, cuyas instalaciones contaban con baños turcos, una piscina, pistas de squash y un gimnasio.
El hotel tiene una entrada peatonal desde Park Lane, pero esta no es la entrada principal, que está en Park Street. La dirección oficial del hotel es 86–90, Park Lane.
Richard Corrigan alquila espacio dentro del hotel y tiene el restaurante Corrigan's Mayfair.

## Great Room
La Great Room (que es una habitación diferente del Ballroom o salón de baile) es el lugar donde se celebran muchos premios importantes como The Asian Awards y Pride of Britain Awards, bailes benéficos y eventos similares, y aparece a menudo en la televisión británica. Desde la década de 1930, ha albergado el baile benéfico más antiguo del mundo, el Royal Caledonian Ball, y es uno de los salones de baile más grandes de Europa, con una capacidad máxima de dos mil personas sentadas (doscientas mesas de diez personas) o mil cien estilo teatro.
Aunque actualmente no se usa como tal, originalmente la Great Room se construyó como una pista de hielo, y en la actualidad gran parte de la maquinaria permanece inactiva bajo el suelo. En 1933, la princesa Isabel, la futura reina Isabel II, aprendió a patinar en el hotel con tan solo siete años de edad. Sonja Henie, Cecilia Colledge, y otras famosas patinadoras mostraban a menudo sus habilidades en esta pista. Allí se jugaron partidos internacionales de hockey sobre hielo, y el recientemente creado equipo de hockey Grosvenor House Canadian, formado por canadienses viviendo en Londres, jugaba el Queen's Ice Hockey Club en la pista, el primero de una serie de partidos contra equipos del Reino Unido y del continente europeo.
Anticipándose a la competencia de otras pistas de hielo, en 1935 fue convertida en un salón de banquetes de 1902 metros cuadrados de superficie. Ha albergado fiestas, galas, ceremonias de entrega de premios, cenas y bailes en relación con algunos de los eventos y celebraciones más significativos a nivel nacional.